# Немачка на Светском првенству у атлетици у дворани 2012.
Немачка је учествовала на Светском првенству у атлетици у дворани 2012. одржаном у Истанбулу од 9. до 11. марта, дванесати пут под овим именом, односно учествовала је на свим првенствима од Светског првенства 1991. у Севиљи. Немачка је пријавила 18 учесника (10 мушкарца и 8 жена), који су се такмичили у дванаест дисциплина (6 мушких и 6 женских).
На овом првенству Немачка је по броју освојених медаља заузела 15. место са две сребрне медаље. Поред тога постигнут је један лични рекорд и два најбоља лична резултата сезоне.
У табели успешности (према броју и пласману такмичара који су учествовали у финалним такмичењима (првих 8 такмичара) Немачка је са 6 учесника и 29 бодова, заузела осмо место.
| Плас. | Земља   | 1. место | 2. место | 3. место | 4. место | 5. место | 6. место | 7. место | 8. место | Бр. финал. | Бод. |
| ----- | ------- | -------- | -------- | -------- | -------- | -------- | -------- | -------- | -------- | ---------- | ---- |
| 8.    | Немачка | 0        | 2        | 0        | 2        | 1        | 0        | 0        | 1        | 6          | 29   |

## Учесници
Пријављено је 18 такмичара (10 мушкараца и 8 жена), међутим наступило је 17 такмичара (9 мушкараца и 8 жена). 
| Дисциплина   | Спортисти                   | Спортисти      |
| Дисциплина   | Мушкарци                    | Жене           |
| ------------ | --------------------------- | -------------- |
| 60 м         | Кристијан Блум              |                |
| 800 м        |                             | Каролин Валтер |
| 3.000 м      | Арне Габријус               |                |
| 60 м препоне | Грегор Трабер Хелге Шварцер | Синди Роледер  |

| Дисциплина   | Спортисти               | Спортисти                         |
| Дисциплина   | Мушкарци                | Жене                              |
| ------------ | ----------------------- | --------------------------------- |
| Скок увис    | Раул Шпанк              |                                   |
| Скок мотком  | Малте Мор Бјерн Ото     | Зилке Шпигелбург Кристина Гаџијев |
| Скок удаљ    |                         | Надја Кетер                       |
| Троскок      |                         | Кристин Гиериш                    |
| Бацање кугле | Давид Шторл Канди Бауер | Кристина Шваниц Надин Клајнерт    |

## Освајачи медаља (2)

### Сребро (2)
- Бјерн Ото — Скок мотком
- Давид Шторл — Бацање кугле

## Резултати

### Мушкарци
| Атлетичар      | Дисциплина   | Лични рекорд | Квалификације | Квалификације | Полуфинале           | Полуфинале           | Финале               | Финале       | Детаљи |
| Атлетичар      | Дисциплина   | Лични рекорд | Резултат      | Место         | Резултат             | Место                | Резултат             | Место        | Детаљи |
| -------------- | ------------ | ------------ | ------------- | ------------- | -------------------- | -------------------- | -------------------- | ------------ | ------ |
| Кристијан Блум | 60 м         | 6,56         | 6,74          | 2. у гр. 2 КВ | 6,79                 | 5. у пф, 2           | Није се квалификовао | 16 / 57 (61) |        |
| Арне Габијус   | 3.000 м      | 7:38,13      | 7:50,70       | 7. у гр. 1 кв |                      |                      | 7:45,01              | 8 / 21       |        |
| Грегор Трабер  | 60 м препоне | 7,59         | 7,83          | 6. у гр. 4    | Није се квалификовао | Није се квалификовао | Није се квалификовао | 17 / 29 (32) |        |
| Хелге Шварцер  | 60 м препоне | 7,58         | 7,72          | 3. у гр. 2 КВ | 7,75                 | 6. у пф. 2           | Није се квалификовао | 11 / 29 (32) |        |
| Раул Шпанк     | Скок увис    | 2,31         | 2,29          | =1 КВ         |                      |                      | 2,28                 | =9 / 19      |        |
| Бјерн Ото      | Скок мотком  | 5,92         |               |               |                      |                      | 5,80                 |              |        |
| Малте Мор      | Скок мотком  | 5,87         |               |               |                      |                      | 5,75                 | 4 / 10       |        |
| Давид Шторл    | Бацање кугле |              | 21,43 ЛРС     | 1 кв          | 21,88 ЛР             |                      |                      |              |        |
| Канди Бауер    | Бацање кугле | 20,10        | 19,60 ЛРС     | 15            | Није се квалификовао | 15 / 23              |                      |              |        |

### Жене
| Атлетичарка      | Дисциплина   | Лични рекорд | Квалификације | Квалификације | Полуфинале            | Полуфинале            | Финале                | Финале       | Детаљи |
| Атлетичарка      | Дисциплина   | Лични рекорд | Резултат      | Место         | Резултат              | Место                 | Резултат              | Место        | Детаљи |
| ---------------- | ------------ | ------------ | ------------- | ------------- | --------------------- | --------------------- | --------------------- | ------------ | ------ |
| Каролин Валтер   | 800 м        | 2:01,29      | 2:03,61       | 3. у гр. 2    |                       |                       | Није се квалификовала | 12 / 17 (19) |        |
| Синди Роледер    | 60 м препоне | 8,03         | 8,35          | 6. у гр. 1    | Није се квалификовала | Није се квалификовала | Није се квалификовала | 16 / 28 (31) |        |
| Зилке Шпигелбург | Скок мотком  | 4,77         |               |               |                       |                       | 4,65                  | 4 / 14 (16)  |        |
| Кристина Гаџијев | Скок мотком  | 4,66         | 4,30          | =12 / 14 (16) |                       |                       |                       |              |        |
| Надја Кетер      | Скок удаљ    | 6,66         | 6,40          | 13            |                       |                       | Није се квалификовала | 13 / 19 (20) |        |
| Кристин Гиериш   | Троскок      | 14,19        | 13,67         | 7 у гр. Б     | Није се квалификовала | 17 / 28 (30)          |                       |              |        |
| Кристина Шваниц  | Бацање кугле | 19,15        | 17,58         | 10            | Није се квалификовала | 10 /17 (18)           |                       |              |        |
| Надин Клајнерт   | Бацање кугле | 19,64        | 19,00         | 4 КВ          | 19,29                 | 5 /17 (18)            |                       |              |        |